# Escuela de Ingenieros de la Armada de México
La Escuela de Ingenieros de la Armada de México (EIAM) fue una universidad pública mexicana de formación militar dependiente de la Secretaría de Marina. Fue creada el 1 de agosto de 2001, entró en funciones a partir del 2 de agosto de 2002 y quedó en receso a partir del 5 de agosto de 2013. En ella se prepararon oficiales para cubrir las necesidades de personal profesional que fuera capaz de realizar el mantenimiento preventivo y correctivo a los sistemas mecánicos, eléctricos y electrónicos a bordo de las Unidades de Superficie de la Armada de México. Así como realizar actividades de Investigación y Desarrollo tecnológico y científico.
Ofreció dos carreras, la de Ingeniero Mecánico Naval y la de Ingeniero en Electrónica y Comunicaciones Navales, a través de una educación integral con características del orden naval y militar capaces de operar, mantener y diseñar de manera apropiada y oportuna los sistemas y equipos mecánicos navales, utilizados en las unidades operativas, dependencias y establecimientos que constituyen la Armada de México y que les permitiera solucionar los problemas de carácter ingeniería y electrónica propios del ámbito.

## Carreras
En esta Escuela se impartieron dos carreras:
- Ingeniero Mecánico Naval. Impartida en este plantel del 2002 al 2007, estuvo en receso un año y se reabrió del 2008 al 2013. Actualmente se imparte en la Heroica Escuela Naval Militar.  Esta carrera aceptó únicamente personal masculino hasta el año 2006 y a partir del 2008 se permitió el acceso de personal femenino.[3]
- Ingeniero en Electrónica y Comunicaciones Navales. Impartida en este plantel de 2005 a 2013. Actualmente se imparte en la Heroica Escuela Naval Militar